# Rędziny (wieś w województwie łódzkim)
Rędziny – wieś w Polsce, położona w województwie łódzkim, w powiecie radomszczańskim, w gminie Żytno.
| SIMC    | Nazwa | Rodzaj |
| ------- | ----- | ------ |
| 0148263 | Nurek | osada  |

W miejscowości znajduje się zrujnowany budynek dworu z pocz. XX w. Dawniej istniał tutaj folwark. Dworek był własnością ministra Józefa Becka.
W latach 1975–1998 miejscowość położona była w województwie częstochowskim.